# راه‌آهن سراسری سیبری
راه‌آهن سراسری سیبری (به روسی: Транссибирская магистраль (ترانس‌سیبیرسکایا ماگیسترال) یا به شکل کوتاه‌شده: Транссиб (ترانس‌سیب)) طولانی‌ترین شبکه راه‌آهن جهان و مهم‌ترین خط راه‌آهن روسیه است. راه‌آهن سراسری سیبری یک شبکهٔ ترابری ریلی است که مسکو و بخش اروپایی روسیه را به استان‌های خاور دور روسیه، مغولستان، چین، کره شمالی و دریای ژاپن پیوند می‌دهد. این خط راه‌آهن ۹۲۸۸ کیلومتر درازا دارد و از شهر مسکو، بزرگ‌ترین شهر اروپا آغاز شده و در شهر ولادی‌وستوک در کرانه‌های اقیانوس آرام پایان می‌یابد.
راه‌آهن سراسری سیبری به ویژه برای ترابری کالاها اهمیت زیادی دارد. بخش بزرگی از ترابری کالا در روسیه توسط این خط انجام می‌شود و ۳۰ درصد از صادرات روسیه از طریق این مسیر حمل می‌شود. این راه‌آهن، شاهرگ ترابری و اقتصادی سیبری به‌شمار می‌آید و بسیاری از مناطق، پس از احداث این خط به رونق اقتصادی دست یافتند. گردشگران زیادی نیز هر ساله با قطارهای این مسیر مسافرت می‌کنند اما مردم محلی، مسافران عمدهٔ این قطارها هستند. راه‌آهن سراسری سیبری امروزه سالانه ۲۰۰ هزار کانتینر را به اروپا می‌رساند.

## پیشینه
نخستین راه‌آهن روسیه، خط آهن خصوصی نیکلای یکم بود. در سال ۱۸۵۱ و با راه‌اندازی راه‌آهن میان سن پترزبورگ و مسکو، نیکولای موراویوف، فرماندار کل سیبری، پیشنهاد ادامه این خط در سرزمین سیبری را به سران مسکو داد. بر پایه این پیشنهاد قرار بود بخشی از این خط از خاک چین بگذرد ولی به خاطر تنش در پیوندهای سیاسی میان روسیه و چین در آن دوره، این طرح اجرا نشد. تا ۳۰ سال پس از آن نیز رهبران روسیه طرح‌های گوناگون دیگر برای ساخت این خط را رد کردند. نخستین راه‌آهن در رشته‌کوه اورال در سال ۱۸۷۰ ساخته شد و پس از آن در سال ۱۸۷۲ یعنی زمانی که شهر ولادی‌وستوک در دوردست‌های سیبری تبدیل به یک بندر مهم گشت، نیاز به اتصال این شهر به بقیه روسیه نیز بیش از پیش احساس شد.
تزار الکساندر سوم در تاریخ ۱۷ مارس ۱۸۹۱ به پسر خود نیکولای دوم، که در آن زمان در سفر شرق بود، فرمان آغاز ساخت راه‌آهن سراسری سیبری را داد و کار ساخت این راه‌آهن در ۱۹ مه ۱۸۹۱ در نزدیکی ولادی‌وستوک آغاز شد.
ساخت این خط تا سال ۱۹۰۱ تا مرحله‌ای رسید که قطارها می‌توانستند از راه چین به ولادی‌وستوک برسند. تا سال ۱۹۰۵ قطارها ناچار بودند از دریاچه بایکال با کشتی بگذرند تا این‌که در سال ۱۹۱۳ خط ساحلی این دریاچه نیز آماده شد. با ساخت پلی بر روی آمور در خاباروفسک در تاریخ اکتبر ۱۹۱۶، راه‌آهن سراسری سیبری نیز تکمیل شد. از ۲۵ دسامبر ۲۰۰۱ تمامی مسیر این راه‌آهن برقی شده‌است.

## قطارها
معروف‌ترین قطار این خط آهن روسیا (به معنی روسیه) نام دارد که یک روز در میان، بین مسکو و ولادی‌وستوک رفت و برگشت دارد. پیمودن هر مسیر یک‌سره با این قطار هفت روز به طول می‌انجامد. به جز روسیا، قطارهای شبانه گوناگونی در مسیرهای بین راهی فعالیت دارند.
قطارهای شب‌رو به سمت پکن که از راه‌آهن سراسری مغولستان و راه‌آهن سراسری منچوری می‌گذرند نیز از بخشی از مسیر ترانس‌سیب استفاده می‌کنند.

## نگارخانه

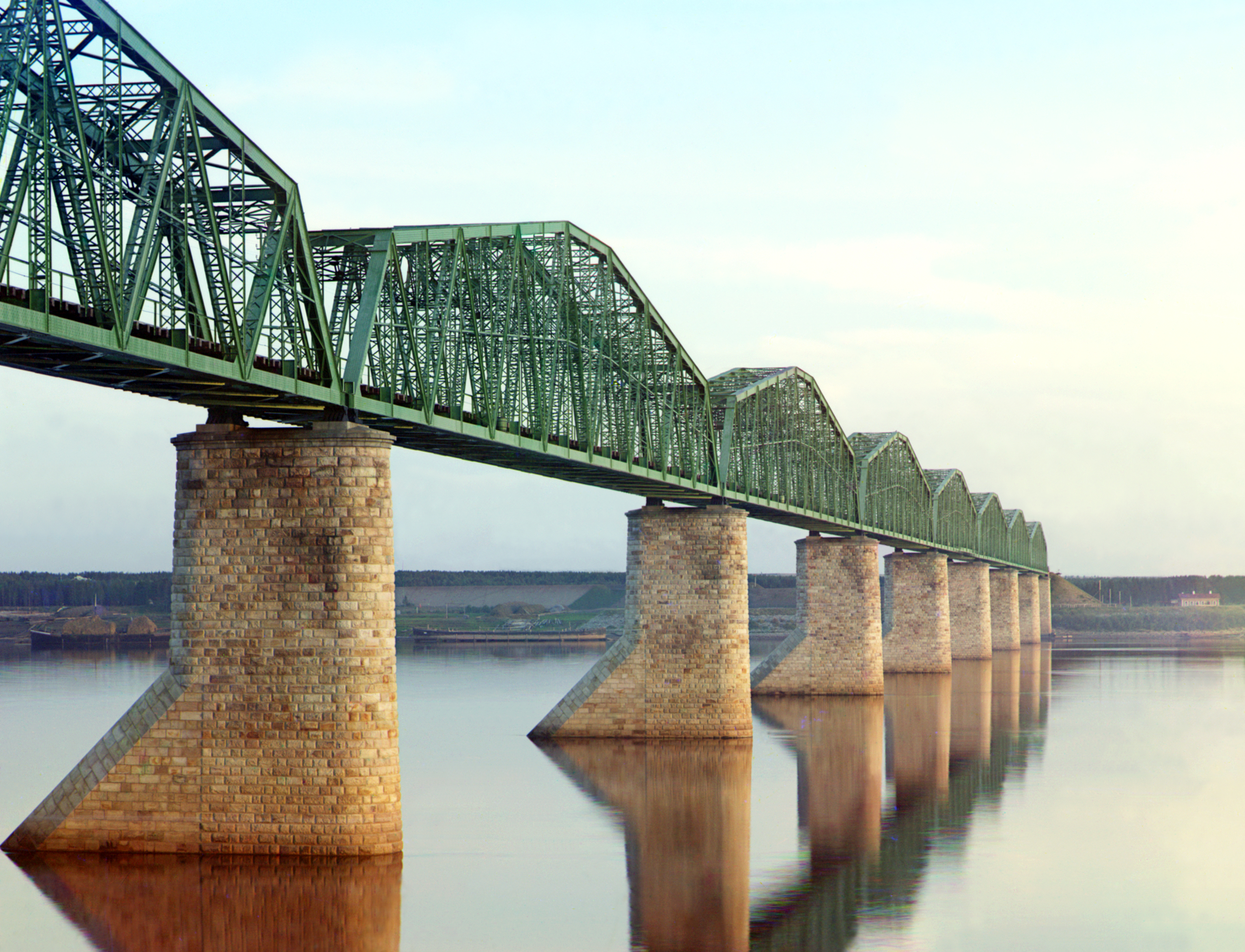
پل بر روی رودخانهٔ کاما.
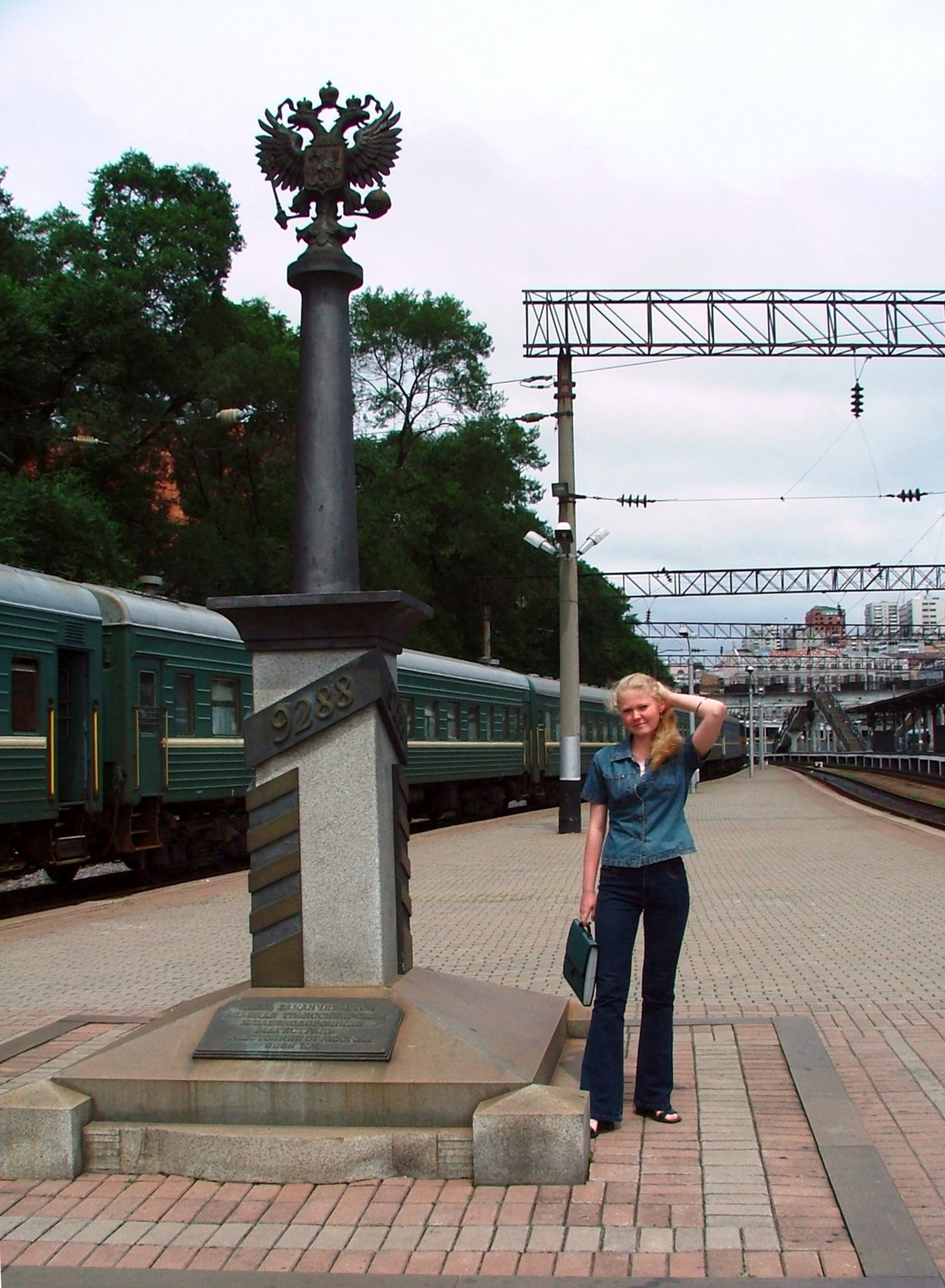
کیلومتر ۹۲۸۸.
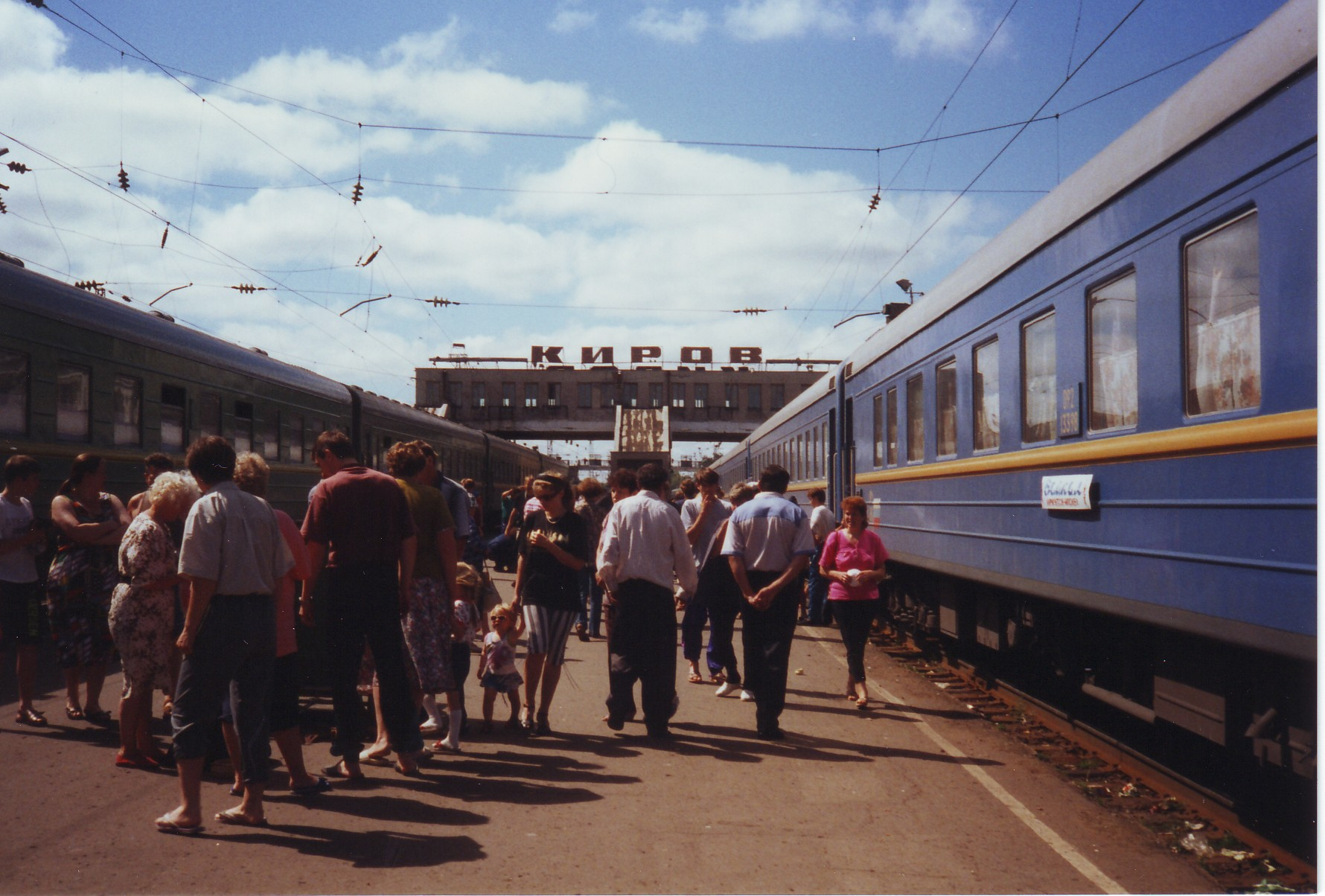
ایستگاه راه آهن کیروف.
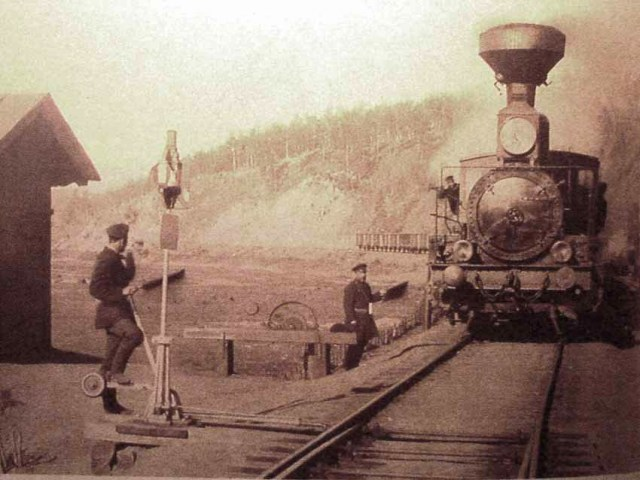
باختر ایستگاه خیلوک در راه آهن سیبری، استان چیتا، ۱۹۰۳.
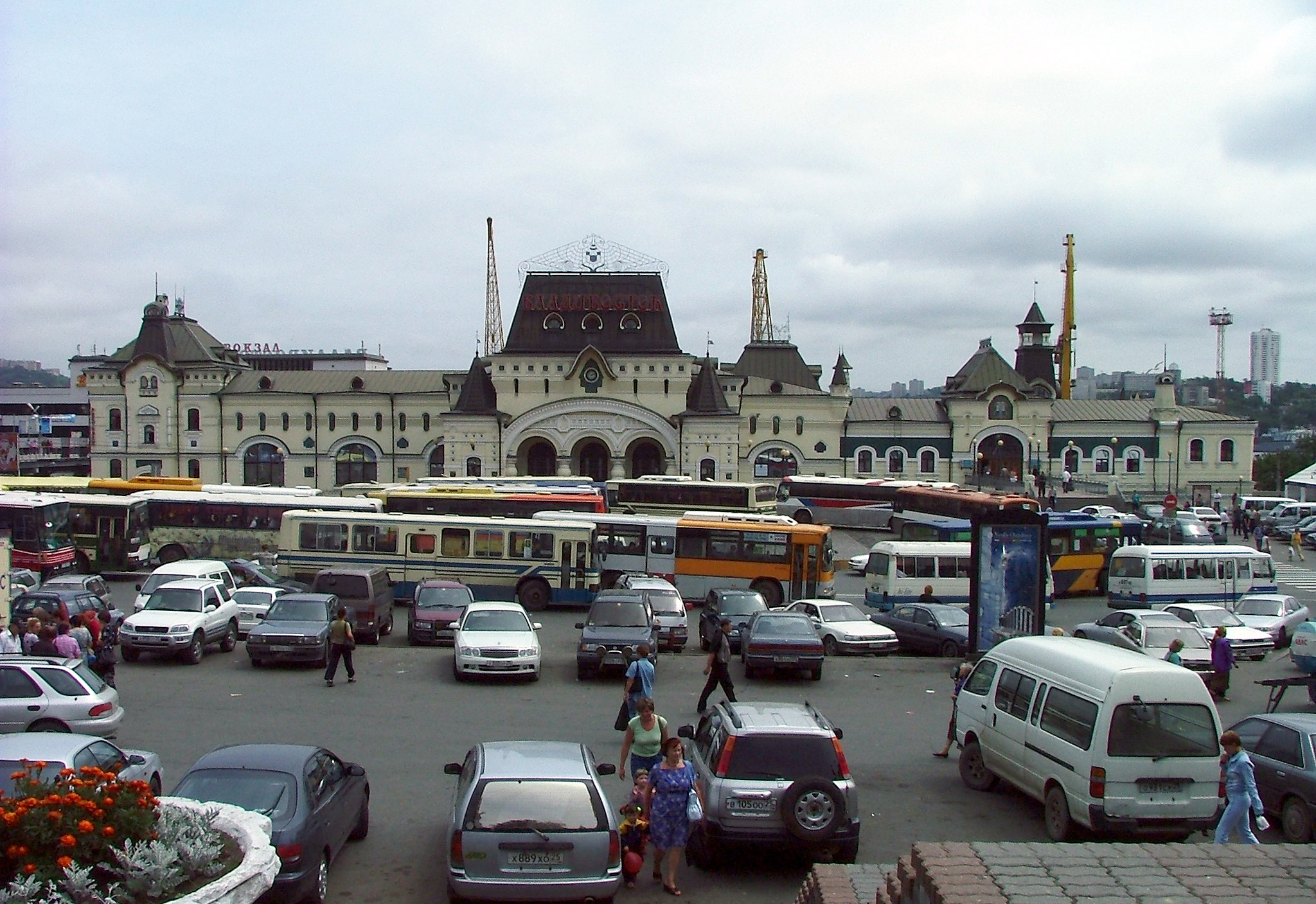
ایستگاه راه آهن ولادی‌وستوک.